# Тим Дрвеће
Тим Дрвеће, познат и као Team Trees или #teamtrees, јесте сарађивачки фонд за 2019. годину који је успео да прикупи 20 милиона америчких долара пре 2020. године за засад 20 милиона стабала. Иницијатива је покренута од стране Америчког Јутјубера MrBeast-a и Марка Робера, а највише је подржан од стране Јутјубера.  Све донације иду Фондацији Арбор Дej, организацији за садњу дрвећа која обећава да ће засадити једно дрво за сваки донирани амерички долар. Фондација Арбор Деј планира да започне садњу у јануару 2020. године и заврши „најкасније до децембра 2022. године“.   Процењује се да би за 20 милиона стабала требало 180 km2 (69 sq mi) земље  апсорбују око 1,6 милиона тона угљеника и уклањају 116 хиљада тона хемијског загађења ваздуха из атмосфере.  
Од 25. децембра 2019, пројекат је прикупио више од 20,6 милиона америчких долара, надмашивши циљ прикупљања средстава за садњу 20 милиона стабала. 

## Позадина
Идеја је започета 24. маја 2019, када је претплатник предложио на Редит-у да MrBeast (Џими Доналдсон) треба да засади 20 милиона стабала како би прославили постизање 20 милиона претплатника на Јутјубу.   Идеја се проширила на Јутјуб, Редит и Твитер, углавном у облику мемова .  Идеја је можда повезана са пожаром прашуме Амазон 2019. године . Амерички Јутјубер, инжењер и проналазач Марк Робер, директно је склопио партнерство са Доналдсоном како би покренуо прикупљање средстава. 25. октобра 2019. године, Доналдсон је поставио видеозапис са Јутјуб објашњавајући о свом плану,   који је заузео прво место на Јутјуб страници тренда, и бројни Јутјубери су се придружили покрету. 
Истакнути Јутјубери који су донирали укључују: PewDiePie, Rhett & Link, Marshmello, iJustine, Marques Brownlee, The Slow Mo Guys, Ninja, Simone Giertz, Jacksepticeye, Smarter Every Day, Simply Nailogical, The King of Random, The Try Guys, Alan Becker, Alan Walker, TheOdd1sOut  Linus Tech Tips , Jeffree Star и Jaiden Animations. Предузетници као што су: Elon Musk, Tobias Lütke, Marc Benioff, Susan Wojcicki, Jack Dorsey, и Jean-Michel Lemieux такође је донирао и промовисао кампању.
Дрвеће ће се засадити „у разним шумама на јавним и приватним земљиштима у подручјима којима је то најпотребније“ почевши од јануара 2020. године. Циљ је да се засаде „најкасније до децембра 2022. године“.  

## Одговори
Многи Јутјубери су креирали садржај како би искористили растући тренд Тим Дрвеће;  упркос томе што је Фондација Арбор Даи посегнула само за неколико стотина стваралаца, Тим Дрвеће је сад промовисан на преко 8000 видео записа од преко 400 глобалних стваралаца.  На Инстаграму и Твитеру преко 556.000 постова добило је више од 4,6 милијарди прегледа.  Креатори су успели на јединствен начин да инспиришу своју публику да постану донатори и присталице Тима Дрвеће кроз односе са својим фановима.
Поред великих утицаја на друштвеним медијима, велике корпорације дале су велике донације, укључујући Verizon,, EA, Shopify (Директор Tobias Lutke and технички директор Marc Benioff) и Tesla (Elon Musk).
Дискавери канал снимио је документарни филм под називом #Teamtrees о кампањи која је емитована 3. децембра 2019, заједно са донацијом од 100.200 УСД следећег дана. 